# FOOTBALL FREAKS
FOOTBALL FREAKS（フットボールフリークス）は、スポーツ専門ビデオ・オン・デマンド・サービスのDAZN内で配信されているサッカー専門のオリジナル番組である。

## 概要
前身番組はEURO SOCCER FREAKSであり、2019年8月15日より、アナウンサーの野村明弘とフットボールコメンテーターのベン・メイブリーのコンビで、FOOTBALL FREAKSがスタート。
主にプレミアリーグを中心にDAZNで配信されている欧州各国リーグの話題を取り上げる。
2020年9月17日の配信より、番組をプチリニューアルし、より各国リーグにスポットが当てられるようになった。それに伴い、セリエAに精通するアナウンサーの北川義隆が新たにレギュラー出演。また、スペインマルカ紙のチーフエディターであるフアン・カストロがVTR出演し、現地からラ・リーガの最新情報を伝える。
2021年8月11日の配信で、より各国リーグに特化した番組としてそれぞれ、

Premier League FREAKS

SerieA FREAKS

LaLiga FREAKS

に分割化されることが発表された。また、今後は不定期配信となり、前述の各番組に出演する野村、ベン・メイブリー、北川、に加え、桑原学、小澤一郎、細江克弥が新たに出演する。(2022年2月現在、不定期配信開始以降フアンの出演はない。)
2021年10月12日、不定期配信開始後、初の番組が配信された。
2022年7月20日、同日配信の#94「新シーズン展望＆新体制発表」にて、22-23シーズンの各リーグのFREAKSの毎週の定期配信の継続とFOOTBALL FREAKSの不定期配信が継続されることを発表した。
また、Premier League FREAKSは毎週水曜日の配信に加え、YouTubeのDAZN公式チャンネルにて、毎週月曜日に前週の週末の試合のレビュー、毎週木曜日に当週の週末の試合のプレビューに特化した番組を配信することが発表された。
2023年2月1日、同日配信の#96「番組新体制発表！」にて、毎週水曜日に、FOOTBALL FREAKS → SerieA FREAKS → LaLiga FREAKS → Premier League FREAKSの順に週替わりで配信する形式に変更すること、ならびに各リーグのFREAKSは、配信のない週（FOOTBALL FREAKS 配信週を除く）には、それを補う形で音声コンテンツ「FREAKS Voice」を木曜日に配信することを発表した。
2023年8月10日、同日配信の#102「新シーズン開幕SP」にて、体制が再編され、FOOTBALL FREAKSが第一、第三水曜日に配信されることが発表された。そして、スタジオ収録の各リーグのフリークスは廃止され、voice版のみの配信となり、それぞれ水曜日の配信で、第二週にセリエA、第三週にラ・リーガ、第四週にプレミアリーグのFREAKS Voiceが配信される。また、ショートコンテンツとして、ラ・リーガ、セリエAを中心にピックアップした1選手を紹介するFOOTBALL FREAKS PLAYER'S FILEが第二、第四木曜日に配信される。新たな試みとして、MC陣がDAZNの各サッカー番組に出張し、注目試合を紹介するFOOTBALL FREAKS 情報局も発表された。

## 配信内容
各リーグのFREAKS / FREAKS Voiceとも、大まかな流れとして、 オープニングトーク → 前週末に行われた試合のレビュー → 特集 → FREAKS INSIGHT（詳細は後述） → エンディングトーク という構成になっている。

### INSIDE
```
 各回の特集を扱うコーナー。映像とスタジオトークで構成される。
```

### GAME OF THE WEEK END
```
 週末の試合のプレビューを行う。
```

### STORY
```
 特定の1選手の特徴やルーツをインタビューを交え、掘り下げるコーナー。
```

### FREAKS INSIGHT
視聴者から寄せられたメールを紹介するコーナー。メールが紹介された視聴者には、そのメールの内容に応じて番組オリジナルグッズが贈られる。MCの評価によってもらえるグッズはレベルアップする（ステッカー < パスケース < トートバッグ < Tシャツ < パーカー）。

### CLUB HISTORY
```
  ベン・メイブリーがプレミアリーグ所属のチームの歴史、その土地の文化を解説するコーナー。番組1年目の2人時代にほとんどのクラブの紹介を終えているが、体制が変わった2年目以後も初昇格のチームを紹介している。2022年1月27日配信のPremier League FREAKSでは、
クリスタル・パレス
を改訂版として再度紹介している。また、La Liga FREAKSでも小澤が紹介する形で行われたことがある。
```

### DISCAS(DEBATE)
```
 特定のテーマについて出演者が議論するコーナー。2年目に試験的にDEBATEとしてスタートし、その後正式コーナーとなった。不定期配信になってからは、DISCASと名前を変え、ほとんどの配信回で行われている。
```

## 出演者

### レギュラー出演者

#### Premier League FREAKS
- 野村明弘（アナウンサー）
- ベン・メイブリ―（コメンテーター）

#### LaLiga FREAKS
- 桑原学（アナウンサー）
- 小澤一郎（コメンテーター）

#### SerieA FREAKS
- 北川義隆（アナウンサー）
- 細江克弥（コメンテーター）

　以上の6名はFOOTBALL FREAKSにもレギュラーとして出演する。